# Arta (stad in Djibouti)
Arta is een stad in Djibouti en is de hoofdplaats van de regio Arta.
Arta telt naar schatting 6200 inwoners.
Ali Sabieh · Arta · Dikhil · Djibouti · Holhol · Obock · Tadjourah